# Comté de Motley
Pour les articles homonymes, voir Motley.
Le comté de Motley, en anglais : Motley County, est un comté situé dans le nord de l'État du Texas aux États-Unis. Fondé le 19 novembre 1876, son siège de comté est la ville de Matador. Selon le recensement des États-Unis de 2020, sa population est de 1 063 habitants. Le comté a une superficie de 2 564 km2, dont 2 562 km2 en surfaces terrestres.

## Comtés voisins
| Comté de Briscoe Comté de King | Comté de Hall    |                 |
| Comté de Floyd                 | comté de Motley  | Comté de Cottle |
|                                | Comté de Dickens |                 |

## Démographie
Lors du recensement de 2010, le comté comptait une population de 1 210 habitants. En 2017, la population est estimée à 1 230 habitants.

Pyramide des âges du comté de Motley (2000).

| Groupes           | Comté de Motley | Texas | États-Unis |
| ----------------- | --------------- | ----- | ---------- |
| Blancs            | 92,2            | 70,4  | 72,4       |
| Autres            | 4,0             | 14,4  | 11,2       |
| Métis             | 2,1             | 2,5   | 2,7        |
| Afro-Américains   | 2,0             | 11,9  | 12,6       |
| Amérindiens       | 0,8             | 0,7   | 0,9        |
| Total             | 100             | 100   | 100        |
|                   |                 |       |            |
| Latino-Américains | 13,5            | 37,6  | 16,7       |